# مبرهنة مينكوفسكي

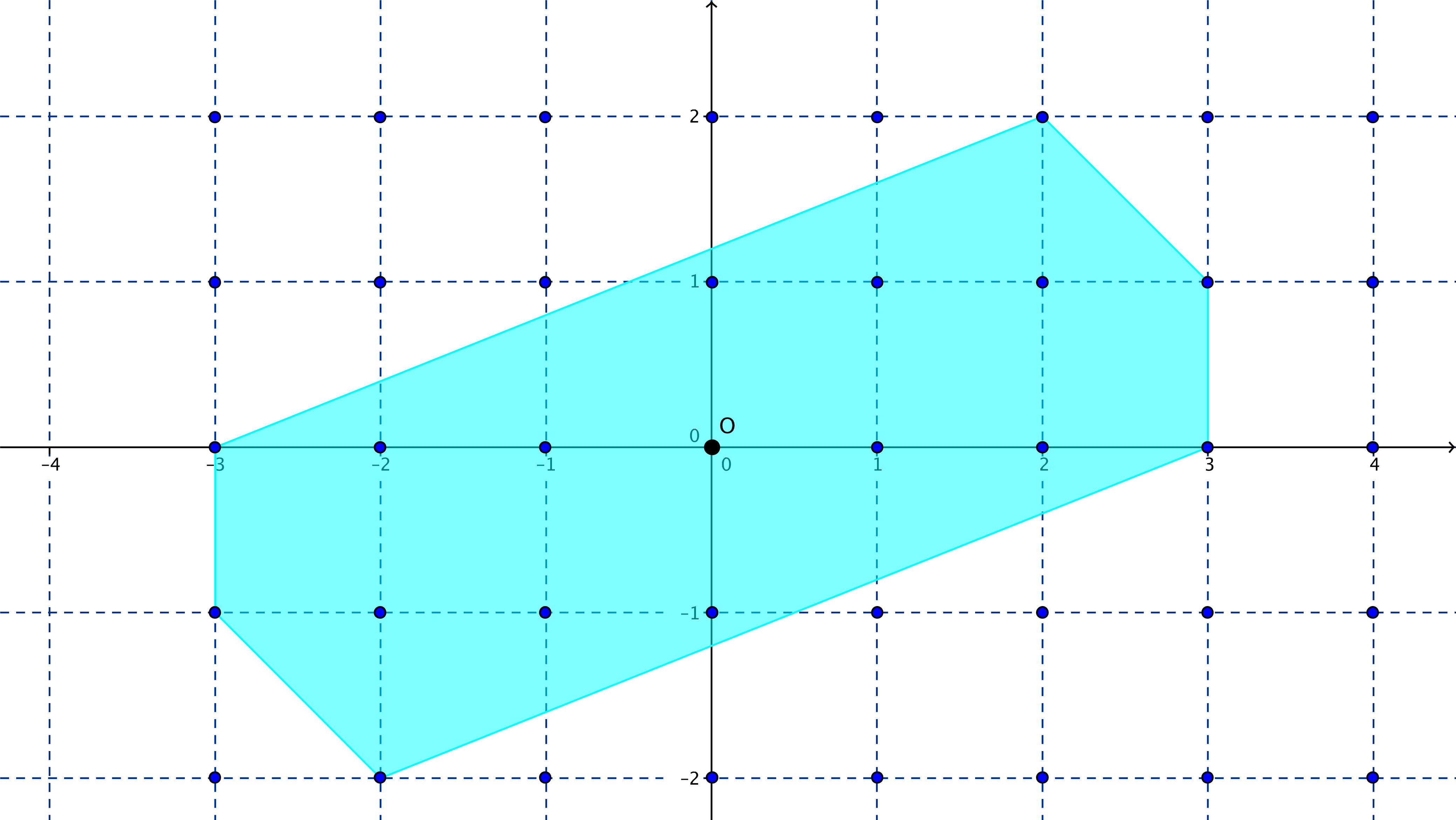

في الرياضيات، مبرهنة منكوفسكي (بالإنجليزية: Minkowski's Theorem)‏ تنص على أنه بالنسبة لأي مجموعة محدبة ضمن Rn متماثلة بالنسبة إلى أصل المعلم، ولها حجم أكبر من 2n، يتوفر ما يلي: (d(L يحتوي على نقطة مشبك غير مساوية للصفر. بُرهن على هاته المبرهنة من طرف هيرمان مينكوفسكي عام 1889، فصارت أساس فرع من فروع نظرية الأعداد هو هندسة الأعداد.